# Robert Edmond Grant
Aquest autor és citat en taxonomia animal amb el nom «Grant».
Robert Edmond Grant MD FRCPEd FRS (1793–1874) nasqué a Edimburg i es va doctorar com a metge a la Universitat d'Edimburg.
Havent obtingut el seu doctorat a Edimburg el 1814, Grant va renunciar a la pràctica mèdica a favor de la biologia marina i la zoologia dels invertebrats. El 1824 va ser elegit membre de la Royal Society d'Edimburg a proposta del doctor John Barclay.
Es va convertir en un dels principals naturalistes de principis del segle xix a Edimburg i, posteriorment, va ser el primer professor d'anatomia comparada al University College de Londres.
Són destacables la seva influència en el jove Charles Darwin i el seu reconeixement a les idees de Geoffroy sobre l'evolució. De fet, va estar en contacte amb el zoòleg francès Étienne Geoffroy Saint-Hilaire que havia promulgat una teoria de l'evolució similar a la de Jean-Baptiste Lamarck.
Grant va estudiar la vida marina al voltant del Firth of Forth, recol·lectant exemplars a la vora de casa seva a Prestonpans, així com de vaixells pesquers, i es va convertir en un expert en la biologia de les esponges i els llimacs marins. Va descriure i nomenar diversos taxons, com per exemple, Leuconia nivea (Grant, 1826). Va considerar que les mateixes lleis de la vida afectaven tots els organismes, des de la mònada fins a l'home (en aquest context, mònada significa un hipotètic organisme viu primitiu o unitat de vida orgànica). També va ser elegit membre de la Royal Society of Edinburgh.
Grant proposava associar-se a la Societat Pliniana als estudiants de naturalisme. Charles Darwin es va unir a la tardor de 1826 en iniciar el seu segon any d’estudis mèdics a la Universitat d’Edimburg. Darwin es va convertir en l'estudiant més avançat de Grant i el va ajudar a recollir exemplars. La relació entre ells dos es va afeblir quan Grant es va atribuir un descobriment que, en realitat, havia fet Darwin.
Darwin va visitar Grant el 1831 per obtenir consells sobre l'emmagatzematge d’exemplars immediatament abans d’emprendre el primer viatge del Beagle. Quan Darwin va tornar del seu viatge, Grant va ser un dels que es va oferir a examinar els seus exemplars, però va ser rebutjat i no sembla que Darwin i Grant tinguessin més contacte.
Grant va morir a casa seva a Euston Square a Londres.
Diversos taxons han estat dedicats a la seva memòria, com ara, el nom d’una espècie de serp africana, Gonionotophis grantii.